# Supsidijarnost
Supsidijarnost je načelo prema kojemu odlučivanje o zajedničkim pitanjima mora biti preneseno na najniži mogući stupanj društvene organizacije, dok središnja vlast ima samo ulogu nadopune političkog odlučivanja na mjesnoj razini. Načelo supsidijarnosti potječe iz nauka Katoličke Crkve, obrađenog u enciklici Rerum Novarum 1891. i Quadragesimo Anno 1931. Ovo načelo uvedeno je i u Europskoj uniji Ugovorom iz Maastrichta iz 1993. na temelju Europska povelja o lokalnoj samoupravi Vijeća Europe iz 1985.
Riječ potječe od latinske supsidiarius, a u značenju pomoćni, pričuvni. Supsidijarnost je ustavno načelo federalnih sustava kako bi se opravdala alokacija ovlasti između različitih razina vlasti. Primjerice, u Federaciji Bosne i Hercegovine, jednom od entiteta BiH, sve što izričito nije u ovlasti Federacije pripada županijama.